# Mistrzostwa Świata w Piłce Nożnej 2026 (eliminacje strefy AFC)/Grupa B
W Grupie B drugiej rundy eliminacji do Mistrzostw Świata 2026 biorą udział następujące zespoły:
- Japonia
- Syria
- Korea Północna
- Mjanma (zwycięzca dwumeczu z  Makau w pierwszej rundzie eliminacji)

## Tabela
| Lp. | Drużyna        | M | Z | R | P | B+ | B– | +/– | Pkt | Kwalifikacja            |     | Japonia | Korea Północna | Syria | Mjanma |
| --- | -------------- | - | - | - | - | -- | -- | --- | --- | ----------------------- | --- | ------- | -------------- | ----- | ------ |
| 1   | Japonia        | 6 | 6 | 0 | 0 | 24 | 0  | +24 | 18  | Awans do trzeciej rundy |     |         | 1–0            | 5–0   | 5–0    |
| 2   | Korea Północna | 6 | 3 | 0 | 3 | 11 | 7  | +4  | 9   | Awans do trzeciej rundy |     | 0–3     |                | 1–0   | 4–1    |
| 3   | Syria          | 6 | 2 | 1 | 3 | 9  | 12 | −3  | 7   |                         |     | 0–5     | 1–0            |       | 7–0    |
| 4   | Mjanma         | 6 | 0 | 1 | 5 | 3  | 28 | −25 | 1   |                         | 0–5 | 1–6     | 1–1            |       |        |

1. ↑  Japonia wygrała 3–0 przez walkower, po tym jak Korea Północna odmówiła organizacji meczu z obawy przed rozprzestrzenianiem się choroby w Japonii.

## Wyniki
| 16 listopada 202311:00 CET | Japonia                                      | 5:0(3:0) | Mjanma | Panasonic Stadium Suita, Suita Widzów: 34 484 Sędzia: Muhammad Taqi |
| 16 listopada 202311:00 CET | Ueda 11', 45+4', 50' · Kamada 28' · Dōan 86' | 5:0(3:0) |        | Panasonic Stadium Suita, Suita Widzów: 34 484 Sędzia: Muhammad Taqi |

| 16 listopada 202318:00 CET | Syria        | 1:0(1:0) | Korea Północna | Stadion Księcia Abdullaha al-Fajsala, Dżudda (Arabia Saudyjska) Widzów: 4 285 Sędzia: Alireza Faghani |
| 16 listopada 202318:00 CET | Al Somah 37' | 1:0(1:0) |                | Stadion Księcia Abdullaha al-Fajsala, Dżudda (Arabia Saudyjska) Widzów: 4 285 Sędzia: Alireza Faghani |

| 21 listopada 202310:30 CET | Mjanma            | 1:6(0:3) | Korea Północna                                                                        | Thuwunna Stadium, Rangun Widzów: 9 500 Sędzia: Ilgiz Tantashev |
| 21 listopada 202310:30 CET | Win Naing Tun 77' | 1:6(0:3) | 30', 54', 56' Jong Il-gwan · 34' Choe Ju-Song · 38' Han Kwang-song · 70' Ri Hyong-Jin | Thuwunna Stadium, Rangun Widzów: 9 500 Sędzia: Ilgiz Tantashev |

| 21 listopada 202318:00 CET | Syria                                                | 0:5(0:3) | Japonia | Stadion Księcia Abdullaha al-Fajsala, Dżudda (Arabia Saudyjska) Widzów: 6 130 Sędzia: Ma Ning |
| 21 listopada 202318:00 CET | 32' Kubo · 37', 40' Ueda · 47' Sugawara · 82' Hosoya | 0:5(0:3) |         | Stadion Księcia Abdullaha al-Fajsala, Dżudda (Arabia Saudyjska) Widzów: 6 130 Sędzia: Ma Ning |

| 21 marca 202411:20 CET | Japonia   | 1:0(1:0) | Korea Północna | miejsce Narodowy, Tokio Widzów: 59 354 Sędzia: Adel Al-Naqbi |
| 21 marca 202411:20 CET | Tanaka 2' | 1:0(1:0) |                | miejsce Narodowy, Tokio Widzów: 59 354 Sędzia: Adel Al-Naqbi |

| 21 marca 202412:30 CET | Mjanma           | 1:1(1:0) | Syria       | Thuwunna Stadium, Rangun Widzów: 7 580 Sędzia: Hassan Akrami |
| 21 marca 202412:30 CET | Soe Moe Kyaw 35' | 1:1(1:0) | 71' Al Dali | Thuwunna Stadium, Rangun Widzów: 7 580 Sędzia: Hassan Akrami |

| 26 marca 202420:00 CET | Syria                                                               | 7:0(1:0) | Mjanma | Prince Mohamed bin Fahd Stadium, Ad-Dammam Widzów: 3 252 Sędzia: Pranjal Banerjee |
| 26 marca 202420:00 CET | Kharbin 30', 54', 63' (k) · Hesar 47' · Ajan 51', 68' · Al Dali 80' | 7:0(1:0) |        | Prince Mohamed bin Fahd Stadium, Ad-Dammam Widzów: 3 252 Sędzia: Pranjal Banerjee |

| 26 marca 202409:00 CET | Korea Północna | 0:3 (wo.) | Japonia | Stadion im. Kim Ir Sena, Pjongjang |
| 26 marca 202409:00 CET |                | 0:3 (wo.) |         | Stadion im. Kim Ir Sena, Pjongjang |

| 6 czerwca 202414:10 CEST | Mjanma                                          | 0:5(0:2) | Japonia | Thuwunna Stadium, Rangun Widzów: 21 200 Sędzia: Majed Al-Shamrani |
| 6 czerwca 202414:10 CEST | 17', 90+3' Nakamura · 34' Dōan · 75', 83' Ogawa | 0:5(0:2) |         | Thuwunna Stadium, Rangun Widzów: 21 200 Sędzia: Majed Al-Shamrani |

| 6 czerwca 202415:00 CEST | Korea Północna     | 1:0(0:0) | Syria | Nowy Stadion Narodowy, Wientian Widzów: 100 Sędzia: Salman Falahi |
| 6 czerwca 202415:00 CEST | Jong Il-gwan 90+1' | 1:0(0:0) |       | Nowy Stadion Narodowy, Wientian Widzów: 100 Sędzia: Salman Falahi |

| 11 czerwca 202412:14 CEST | Japonia                                                               | 5:0(3:0) | Syria | Edion Peace Wing, Hiroshima Widzów: 26 650 Sędzia: Ahmed Al-Alili |
| 11 czerwca 202412:14 CEST | Ueda 13' · Dōan 19' · Krouma 21' (sam.) · Sōma 73' (k) · Minamino 85' | 5:0(3:0) |       | Edion Peace Wing, Hiroshima Widzów: 26 650 Sędzia: Ahmed Al-Alili |

| 11 czerwca 202415:00 CEST | Korea Północna                               | 4:1(3:0) | Mjanma           | Nowy Stadion Narodowy, Wientian Widzów: 141 Sędzia: Shen Yinhao |
| 11 czerwca 202415:00 CEST | Ri Il-song 13' · Ri Jo-guk 16', 43', 87' (k) | 4:1(3:0) | 57' Wai Lin Aung | Nowy Stadion Narodowy, Wientian Widzów: 141 Sędzia: Shen Yinhao |

## Strzelcy

### 6 goli
- Ayase Ueda

### 4 gole
- Jong Il-gwan

### 3 gole
- Ritsu Dōan
- Ri Jo-guk
- Omar Kharbin

### 2 gole
- Keito Nakamura
- Koki Ogawa
- Moayad Ajan
- Alaa Al Dali

### 1 gol
- Mao Hosoya
- Daichi Kamada
- Takefusa Kubo
- Takumi Minamino
- Yūki Sōma
- Yukinari Sugawara
- Ao Tanaka
- Choe Ju-Song
- Han Kwang-song
- Ri Hyong-Jin
- Ri Il-song
- Soe Moe Kyaw
- Wai Lin Aung
- Win Naing Tun
- Omar Al Somah
- Ibrahim Hesar

### Gole samobójcze
- Thaer Krouma (dla  Japonii)